# Ceratomyxa uncinata
Ceratomyxa uncinata is een microscopische parasiet uit de familie Ceratomyxidae. Ceratomyxa uncinata werd in 1960 beschreven door Meglitsch. 